# Oleg Sidorov
Oleg Sidorov (Олег Сидоров), (ur. 15 września 1983) – uzbecki pływak, uczestnik igrzysk olimpijskich w Atenach.

## Występy na igrzyskach olimpijskich
Oleg Sidorov wystąpił na zawodach pływackich rozgrywanych na igrzyskach olimpijskich w Atenach w 2004 r. Wystartował na dystansie 100 m stylem klasycznym. W eliminacjach uzyskał czas 1:08,30, co dało mu 8. miejsce w jego wyścigu. Łącznie został sklasyfikowany na 56 miejscu.